# Мадридское соглашение о пресечении ложных или вводящих в заблуждение указателей источника на товарах
Мадридское соглашение о пресечении ложных или вводящих в заблуждение указателей источника на товарах (англ. Madrid Agreement for the Repression of False or Deceptive Indications of Source on Goods) — международный договор, предусматривающий, что «на все товары, содержащие ложное или вводящее в заблуждение указание происхождения, которое прямо или косвенно указывает на одно из Договаривающихся государств или на место, находящееся в таком государстве, в качестве страны или места происхождения, налагается арест при их ввозе или такой ввоз должен быть запрещен, или в отношении такого ввоза применяются другие меры и санкции».
Соглашение было заключено в 1891 году в Мадриде, затем было пересмотрено в Вашингтоне в 1911 году, в Гааге в 1925 году, в Лондоне в 1934 году, в Лиссабоне в 1958 году и в Стокгольме в 1967 году.
Административные функции Соглашения осуществляет Всемирная организация интеллектуальной собственности.
По состоянию на 2022 год участниками являются 36 государств.